# جيمس س. لانغدون جونيور
جيمس س. لانغدون جونيور (بالإنجليزية: James C. Langdon, Jr.)‏ هو محامي أمريكي، ولد في 20 سبتمبر 1945 في لوس أنجلوس في الولايات المتحدة.

## وصلات خارجية
- جيمس س. لانغدون جونيور على موقع إن إن دي بي (الإنجليزية)